# Téhéran (film, 2009)
Pour les articles homonymes, voir Téhéran (homonymie).
Pour plus de détails, voir Fiche technique et Distribution.
Téhéran (Tehroun) est un film franco-iranien réalisé par Nader T. Homayoun, sorti en 2009.

## Synopsis
Ebrahim cherche une nouvelle vie dans la capitale de son pays, Téhéran. Il se voit mêlé à des trafics d'enfants...

## Fiche technique
- Titre : Téhéran
- Titre original : Tehroun
- Réalisation : Nader T. Homayoun
- Scénario : Nader T. Homayoun, Jean-Philippe Gaud et Mehdi Boustani
- Musique : Christophe Julien et Stéphane Le Bellec
- Photographie : Rémi Mazet
- Montage : Jean-Philippe Gaud
- Décors : Mahssa Azimi
- Société de production : Alias Films, coproduit avec Avenue B Productions
- Société de distribution : Haut et Court (France)
- Pays d'origine :  Iran et  France
- Langue originale : farsi
- Format : couleur
- Genre : drame
- Durée : 95 minutes
- Dates de sortie :
  -  Italie : 8 septembre 2009 (Mostra de Venise)
  -  France : 27 janvier 2010 (Festival Premiers Plans d'Angers), 7 février 2010 (Festival Un État du Monde - Forum des Images), 10 avril 2010 (Festival de Beaune), 14 avril 2010 (sortie nationale)

## Distribution
- Ali Ebdali : Ebrahim
- Sara Bahrami : Zahra
- Farzin Mohades : Fatah
- Missagh Zareh : Madjid
- Rojina Sekhavat : Le bébé